# Деспеньяперрос
Деспеньяперрос (исп. Despeñaperros, буквально, «[скала, куда] падают собаки») — каньон (ущелье), прорезанный рекой Деспеньяперрос. Он расположен в муниципалитете Санта-Элена в северной части провинции Хаэн в Испании. Этот район площадью 76,49 км² был объявлен автономным правительством Андалусии природным парком, главным образом благодаря его геологии и ландшафту, а также из-за его характерной флоры и фауны.
Ущелье имеет крутые стены, некоторые более 500 метров в высоту. Исторически сложилось так, что люди использовали его как естественный перевал через горы Сьерра-Морена, создающий основной путь связи между Андалусией и центральной Месетой, Кастилией-Ла-Манчей и остальной частью Испании. Сегодня через Деспеньяперрос проходит автострада Autovía A-4 и одна из самых важных железных дорог, связывающая Андалусию с остальной частью Испании. До строительства в 1992 году высокоскоростного шоссе Пуэртольяно — Кордова (в 90 км к западу) этот железнодорожный маршрут был вторым по значимости после линии Мерида — Севилья с точки зрения соединения между Андалусией и остальной частью Испании.

## Геология
Деспеньяперрос находится на восточной границе Сьерра-Морены. Горный массив ориентирован с востока на запад; его пересекают несколько рек, текущих с севера на юг, так что в некоторых зонах центральной Месеты водосток происходит на юг в Гвадалквивир, а затем в Атлантический океан, пересекая естественный барьер хребта. Среди этих рек река Деспеньяперрос, а также Гуариззас, протекающая в 11 км к востоку, образующая красивый водопад Кимбарра, охраняемый как природный заповедник. Деспеньяперрос впадает в Гуарриззас примерно в 10 км к югу от ущелья.
Вертикальные стены ущелья обнажают геологические пласты, раскрывающие историю окружающих земель. Стены состоят из чрезвычайно твердых вертикальных стен, составленных из «армориканского» кварцита, сформировавшегося в океане 500 миллионов лет назад в палеозое, которые позднее были покрыты более новыми слоями. В каменноугольном периоде они поднялись и подверглись эрозии, благодаря чему теперь их можно видеть — здесь и на водопаде Кимбарра.
Среди образований Деспеньяперроса некоторым были даны собственные имена: El Salto del Fraile («Прыжок монаха»), Las Correderas («Горки») и Los Órganos («Орга́ны»). В последнем случае кварцит складывался до тех пор, пока не застыл вертикальными слоями, а эрозия придала ему форму остроконечных труб, похожих на трубы орга́на. Los Órganos сам по себе имеет статус памятника природы.

## Флора

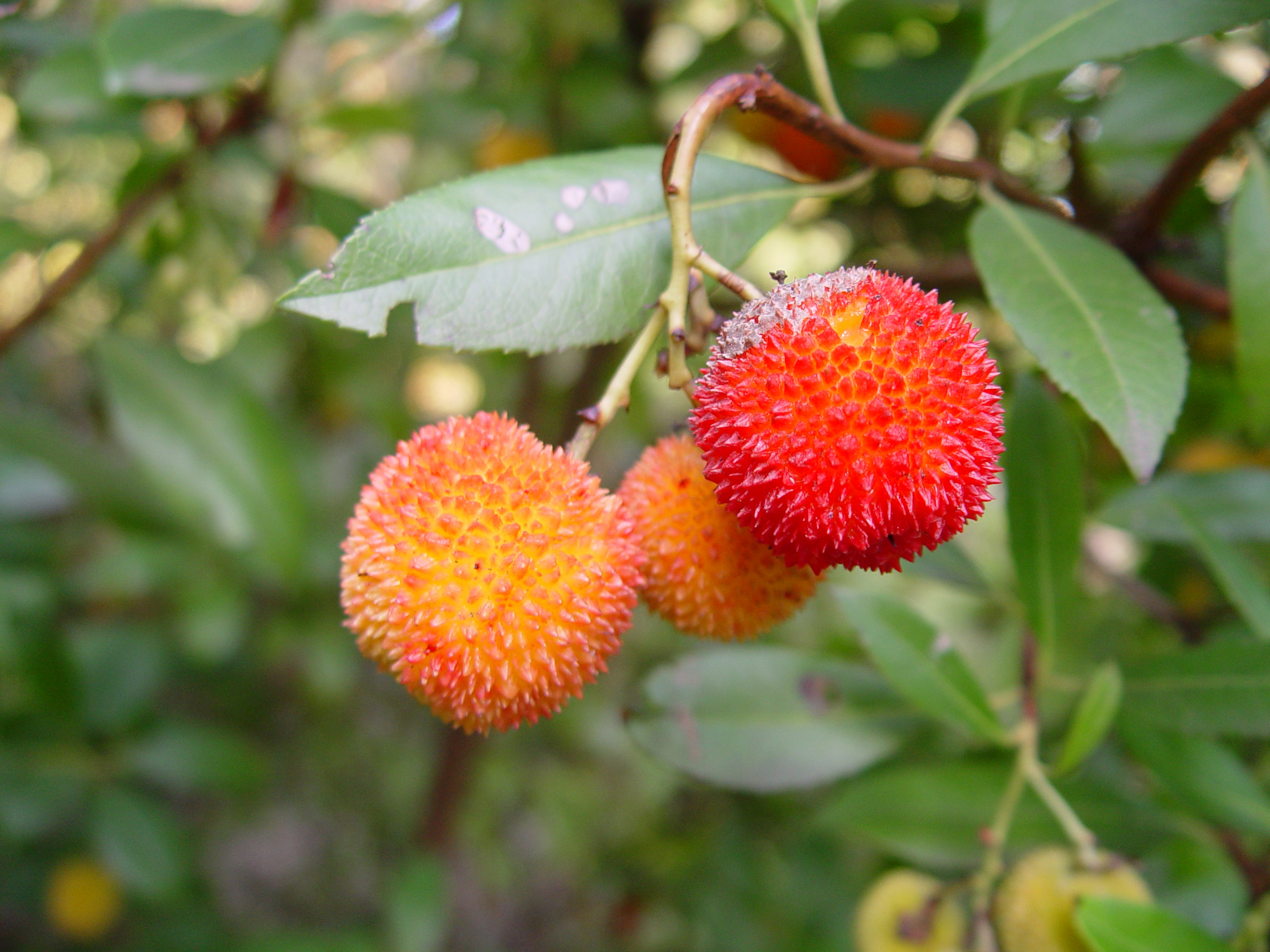
Земляничное дерево

Как и во всей восточной части Сьерра-Морены, на Деспеньяперросе преобладают субтропические леса. Основными деревьями являются каменный дуб (Quercus ilex) и пробковый дуб (Quercus suber), наряду с португальским дубом (Quercus faginea), пиренейским дубом (Quercus pyrenaica) и различными соснами: пинией (Pinus pinea), алеппской сосной (Pinus halepensis) и европейской чёрной сосной (Pinus nigra). Преобладающими кустарниками являются земляничные деревья (Arbutus unedo), вереск (род Erica), скальные розы рода Cistus, мирт (род Myrtus) и кермесовый дуб (Quercus coccifera).
Вдоль рек и ручьёв растут тугайные леса, более темные и влажные, с ольхой (род Alnus), ясенем (род Fraxinus) и ивами (род Salix).
В этом природном парке также произрастают 30 эндемичных видов и подвидов, а также эндемики Пиренейского полуострова.

## Фауна

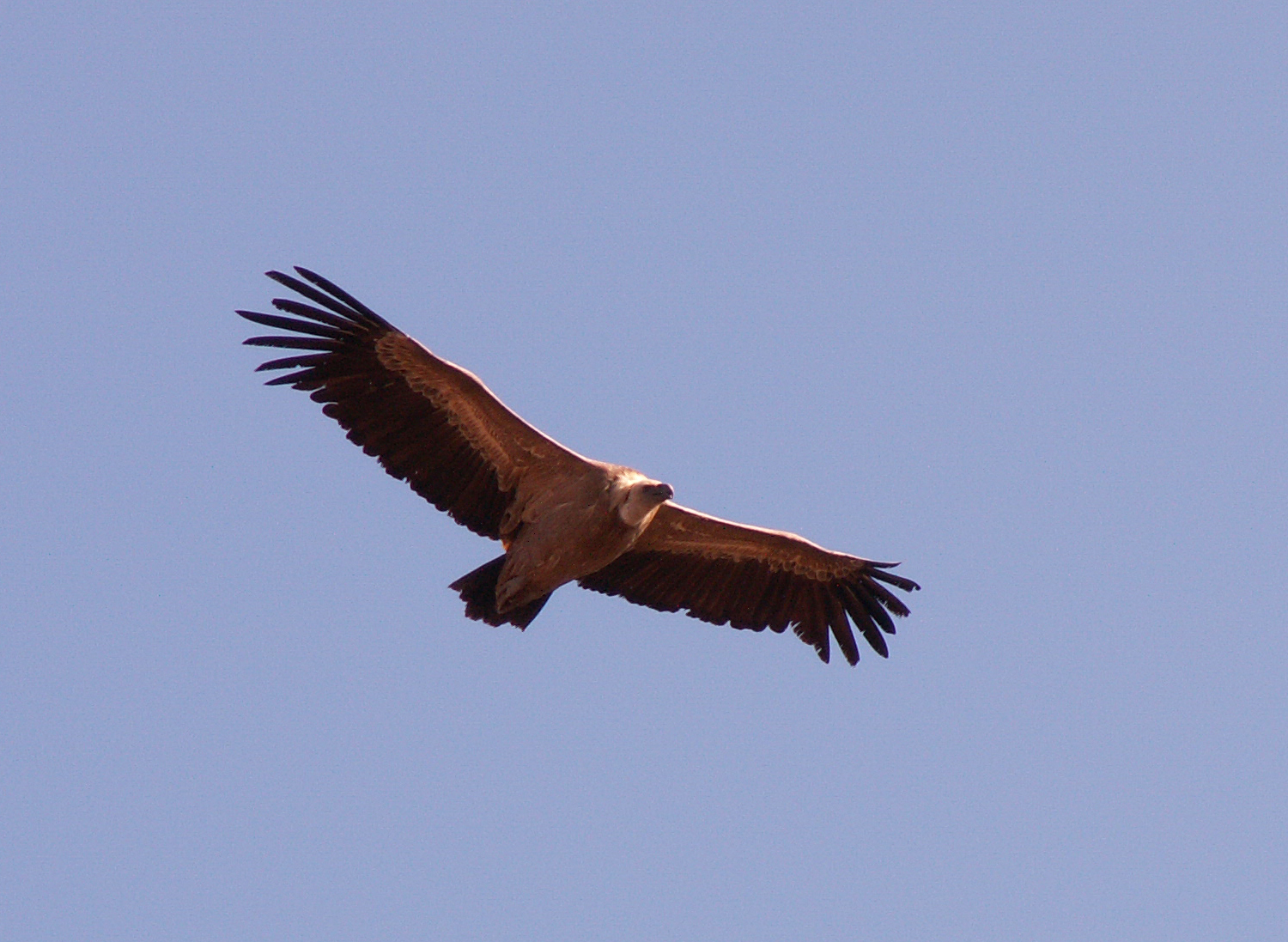
Белоголовый сип

В фауне важное место занимает олень (Cervidae) и дикий кабан (Sus scrofa); на обоих можно охотиться при наличии разрешения. Здесь также водятся пиренейские рыси (Lynx pardinus) и волки, а также мелкие хищные животные, такие как лисы, египетские мангусты (Herpestes ichneumon) и лесные кошки (Felis silvestris).
Среди птиц Деспеньяперроса можно отметить испанского могильника (Aquila adalberti, также известного как орел Адальберта) и белоголового сипа (Gyps fulvus).

## История
В Деспеньяперросе, возле водопада Кимбарра и в пещерах этого района были обнаружены примеры неолитической пещерной живописи, доказывающие, что люди давно знают об этих проходах между центральной Месетой и Андалусией. Среди пещер района можно выделить Cueva de los Muñecos и Cuevas de las Vacas del Rematoso. В железном веке местные пещеры часто использовались для хранения бронзовых вотивных предметов, служивших жертвоприношениями местным богам. Многие из них сейчас находятся в Национальном археологическом музее в Мадриде; некоторые также хранятся в Британском музее в Лондоне.
Отделяющие центральную часть Испании от юга полуострова горы Сьерра-Морена и ущелья в них всегда имели большое военное значение. Остатки римской дороги ведут к руинам замка Кастро Ферраль (исп. Castro Ferral; название Castro указывает на его древность). Позднее замок был оккупирован Альмохадами, пока 18 июля 1212 года он не был захвачен войсками Альфонсо VIII после битвы при Лас-Навас-де-Толоса.
Во время Пиренейской войны, особенно в первые недели июня 1808 года, войска Наполеона испытывали большие трудности в поддержании устойчивого сообщения между Мадридом и Андалусией, главным образом из-за действий партизан в Сьерра-Морене. Первое сражение произошло 5 июня 1808 года, когда два эскадрона французских драгунов были атакованы у северного входа на перевал и были вынуждены отступить в соседний город Альмурадьель. 19 июня французскому генералу Веделю было приказано направиться на юг из Толедо с дивизией из 6 тыс. человек, 700 кавалеристов и 12 орудий, чтобы пробиться через Сьерра-Морена, оттеснить с гор партизан и соединиться с Дюпоном, по дороге усмирив Кастилию-Ла-Манчу. Во время похода к Веделю присоединились небольшие отряды генералов Руаза и Лиже-Белера. 26 июня 1808 года колонна Веделя разгромила отряд подполковника Вальдеканьоса, состоявший из испанских регулярных войск и партизан с шестью орудиями, блокировавший горный перевал Пуэрта-дель-Рей, и на следующий день встретилась с Дюпоном в Ла-Каролине, восстановив военную связь с Мадридом после месячного её отсутствия. Наконец, дивизия генерала Гобера отправилась из Мадрида 2 июля, чтобы укрепить силы Дюпона. Тем не менее, только одна бригада из его дивизии в конечном итоге добралась до Дюпона, а остальная часть осталась, чтобы удерживать дорогу на север против партизан.

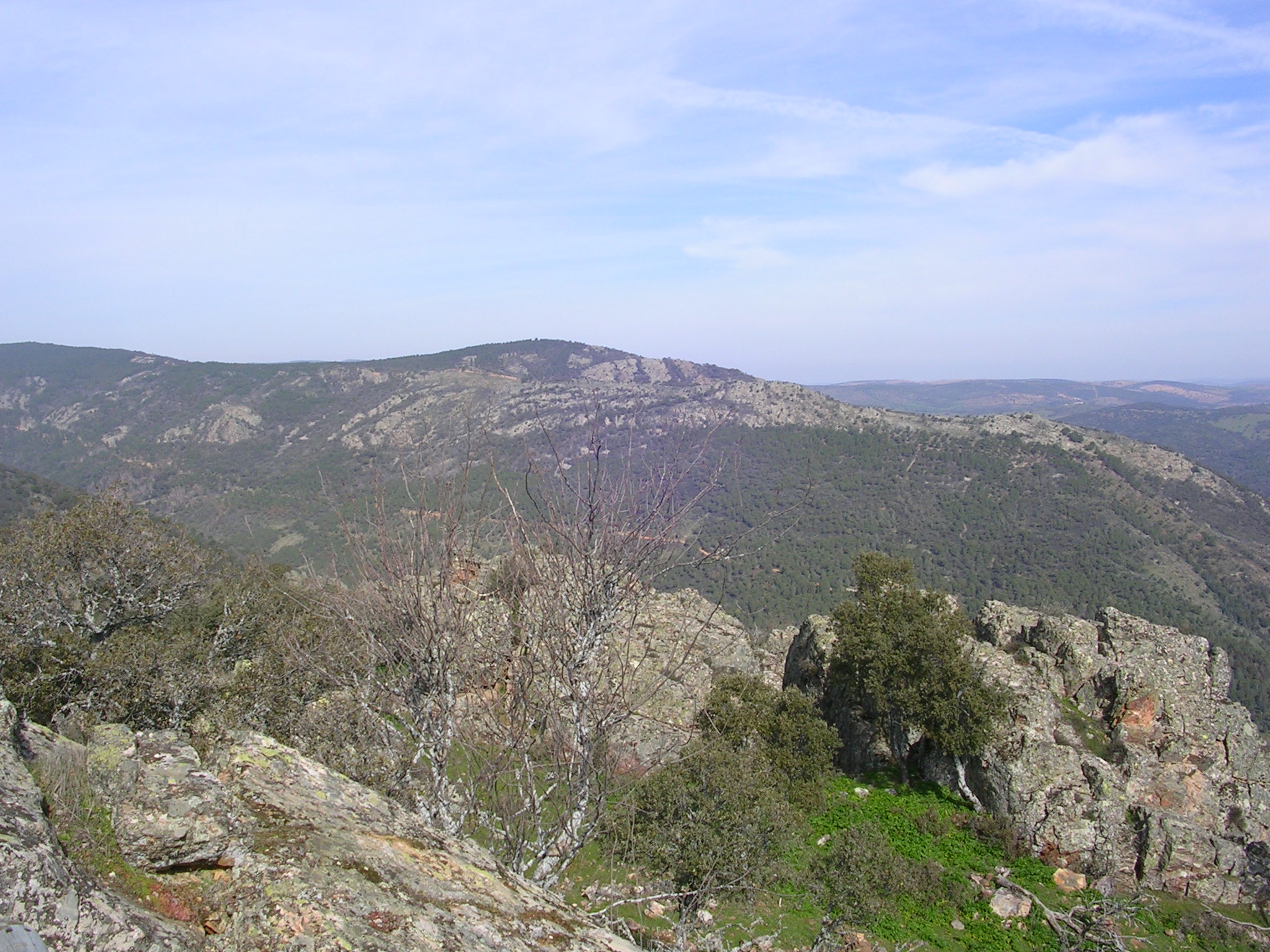
Общий вид природного парка Деспеньяперрос
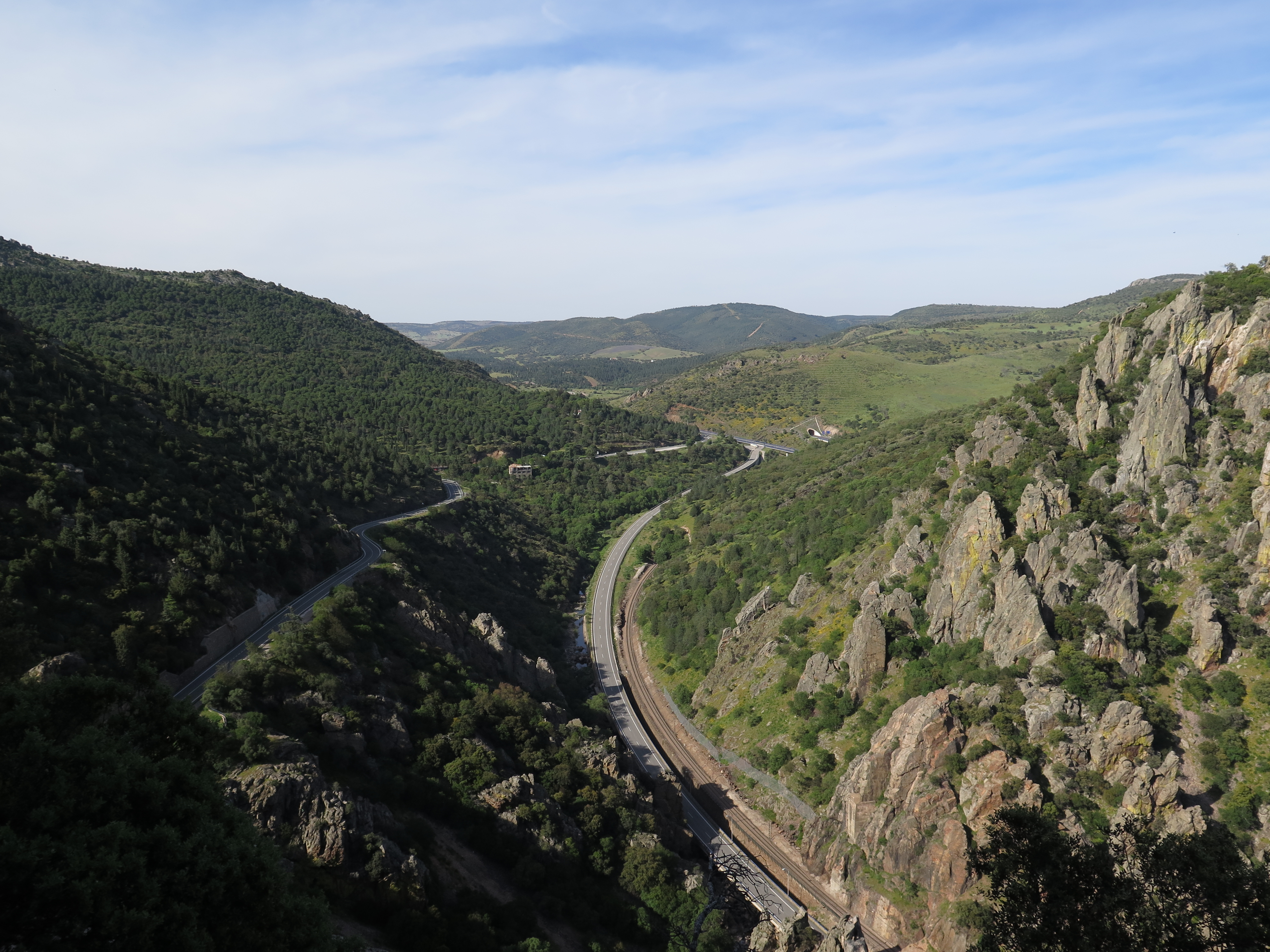
Деспеньяперрос, вид на Ла-Манчу
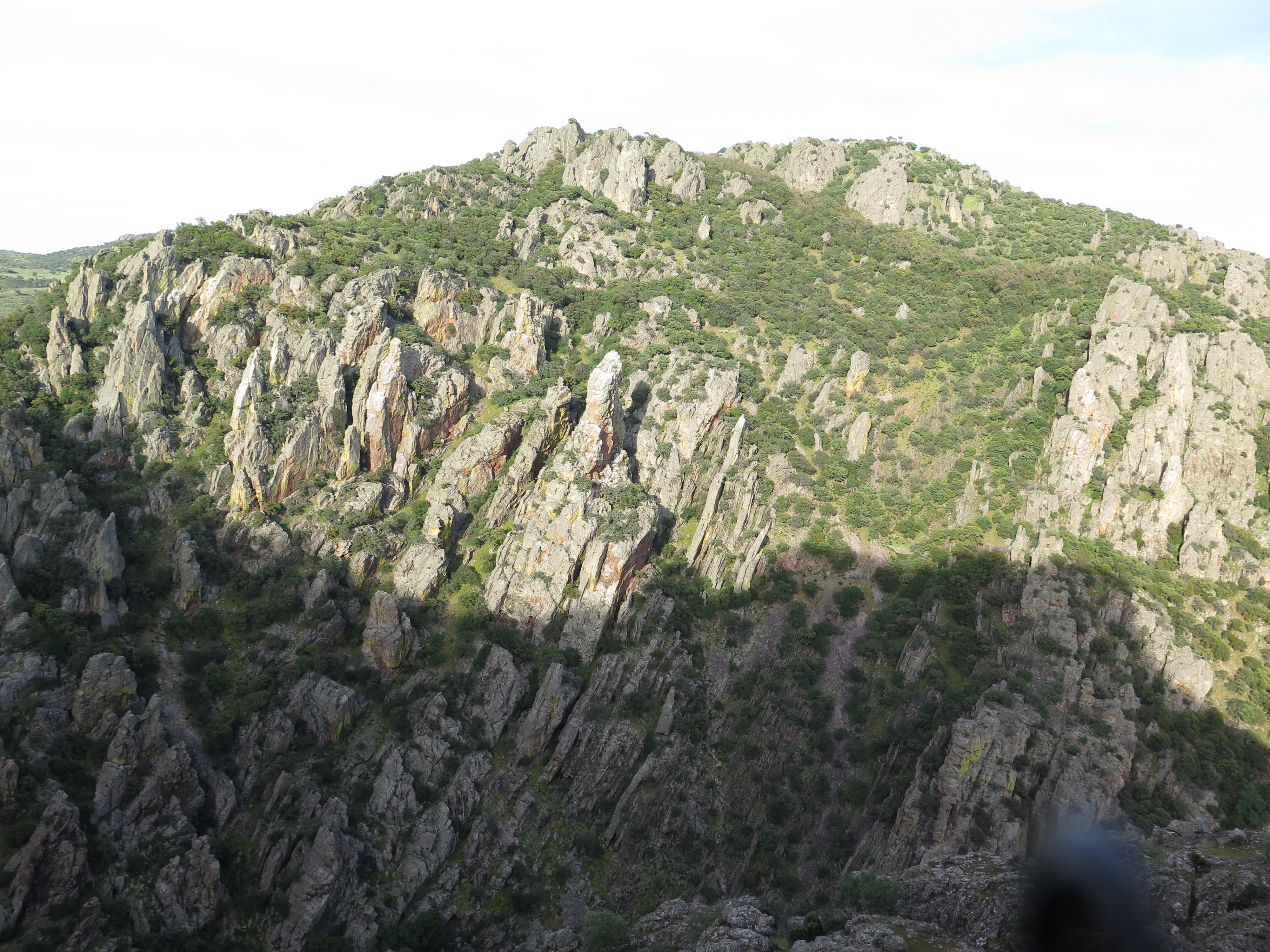
Природный памятник Los Órganos
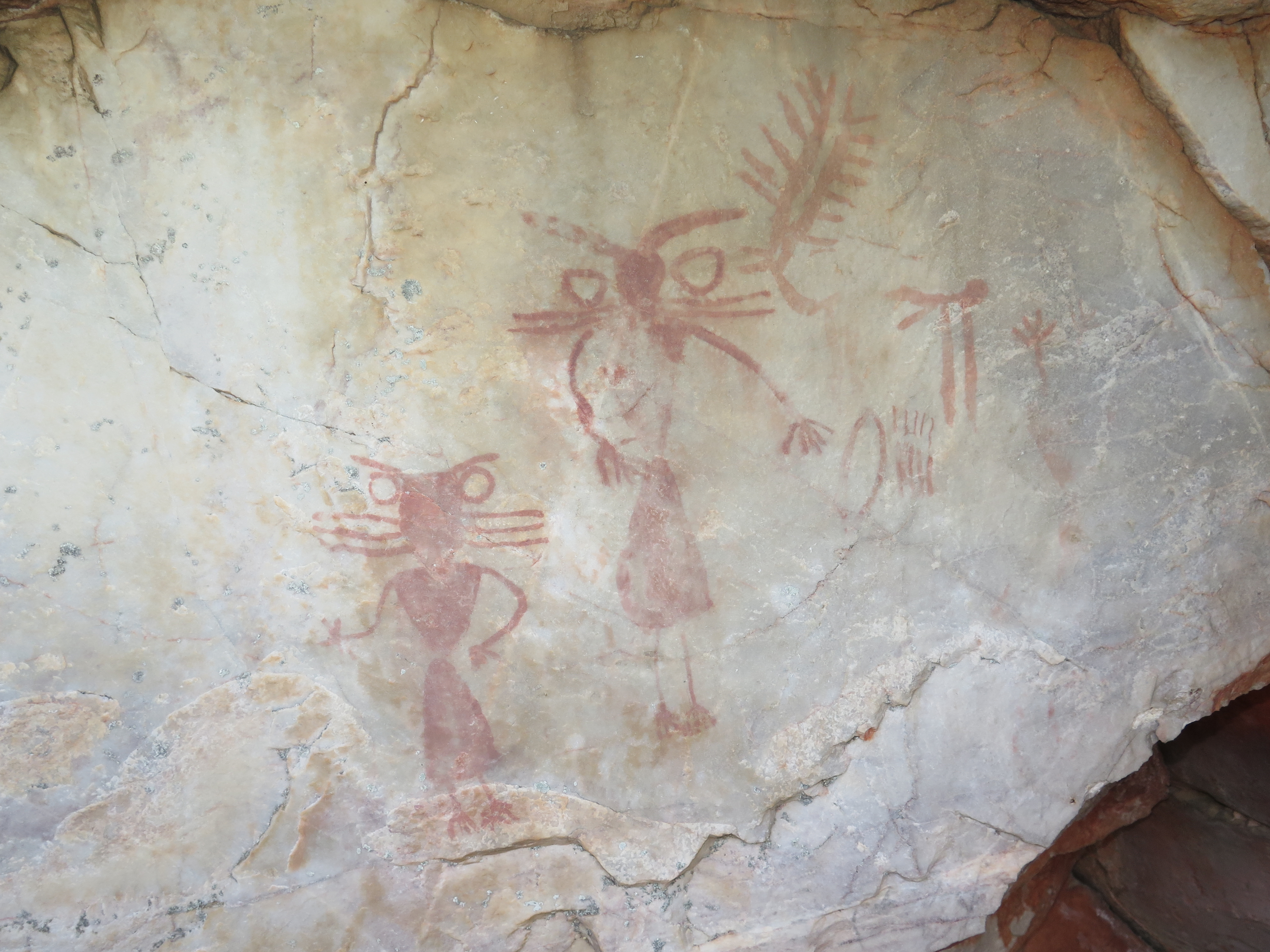
Наскальные рисунки: антропоморфные и зооморфные изображения на одном из склонов Los Órganos
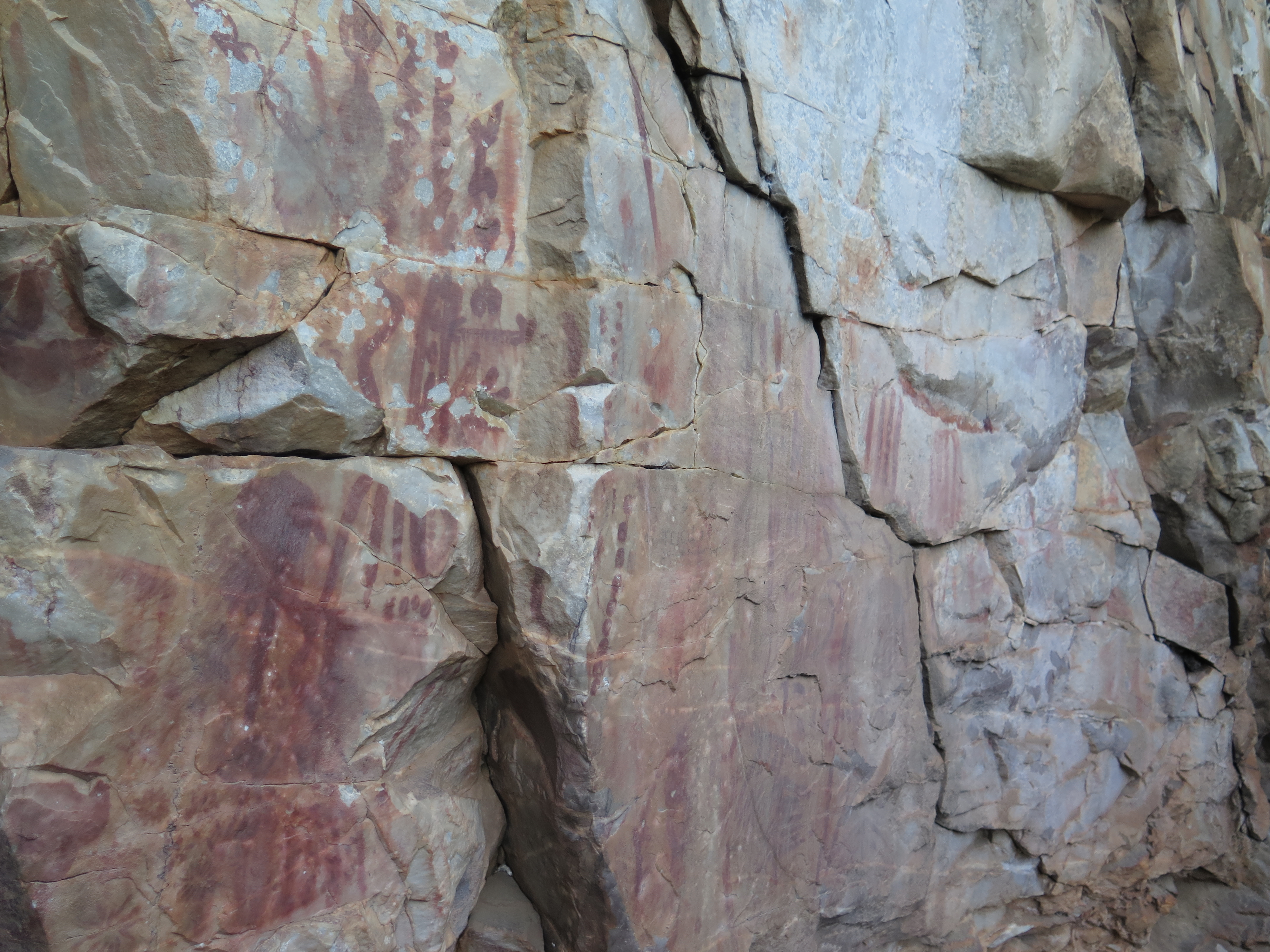
Наскальные рисунки: вертикальные линии и различные фигуры